# Witim (miejscowość)
Witim – osiedle typu miejskiego w Rosji, w Jakucji. W 2010 roku liczyło 4376 mieszkańców.